# Copernicia
Copernicia és el gènere de les denominades com «palmeres ventall» dintre de la família Arecaceae, tribu Corypheae, de 24 espècies de palmells, natives de Sud-amèrica i del Carib. Va ser nomenat en honor de l'astrònom polonès Nicolau Copèrnic.

## Hàbitat
Es troben en les rodalies dels cursos fluvials en hàbitat de sabana. És natural de Sud-amèrica, a Haití i a Cuba. Les espècies són sovint endèmiques, i localitzades en petits territoris. En zones de sabanes i boscos en galeria. Algunes són molt exigents quant a la naturalesa del sòl (p.ej.: sòl que contingui silicats).

## Descripció
Són arbres de petits a mitjans (de 5 a 30 metres), els seus troncs són solitaris i aconsegueixen grandàries variables. El cim del tronc, sota la corona de vegades es cobreix d'una faldilla formada per les fulles dessecades.
Les seves fulles són amb forma de ventall i nombroses fulletes. En algunes espècies, les fulles estan recobertes d'una fina capa de cera, coneguda com a cera carnauba. Els pecíols són de longitud variable, de vegades absents. Es cobreixen d'espines en la base.

## Usos
La palmera carnauba (Copernicia prunifera), és una planta nativa del nord-est del Brasil, produeix una cera, anomenada "cera de carnauba", que es recull sobre les fulles dels arbres. Aquesta cera dona lloc a nombroses aplicacions. S'utilitza en productes per a polir els cotxes, les sabates, el sòl, i es barreja sovint amb cera d'abella per a distintes aplicacions. És també un dels principals ingredients de la cera utilitzada pels surfers, que es combina llavors amb oli de coco.
S'utilitza també en la preparació de productes industrials culinaris. Es cobreixen els aliments amb aquesta cera per a donar-los un aspecte brillant. La hi troba així en confiteries com els M&M' s i el Tic TAC, i en algunes xocolates.
També s'utilitza en la indústria cosmètica, en les cremes i barra de llavis. Troba també aplicacions en la indústria farmacèutica, per a cobrir alguns medicaments.

## Taxonomia
- Copernicia alba Morong (1893).
- Copernicia baileyana Léon (1931).
- Copernicia berteroana Becc. (1908).
- Copernicia brittonorum Léon (1931).
- Copernicia cowellii Britton i P.Wilson (1914).
- Copernicia curbeloi Léon (1931).
- Copernicia curtissii Becc., Webbia 2: 176 (1908).
- Copernicia ekmanii Burret (1929).
- Copernicia fallaensis Léon (1931).
- Copernicia gigas Ekman ex Burret (1929).
- Copernicia glabrescens H.Wendl. ex Becc. (1908).
- Copernicia hospita Mart. (1838).
- Copernicia humicola Léon (1936).
- Copernicia longiglossa Léon (1936).
- Copernicia macroglossa H.Wendl. ex Becc. (1907).
- Copernicia molineti Léon (1931).
- Copernicia prunifera (Mill.) H.E.Moore (1963).
- Copernicia rigida Britton i P.Wilson (1914).
- Copernicia roigii Léon (1931).
- Copernicia tectorum (Kunth) Mart. (1838).
- Copernicia yarey Burret (1929).